# San Joaquín (Chili)

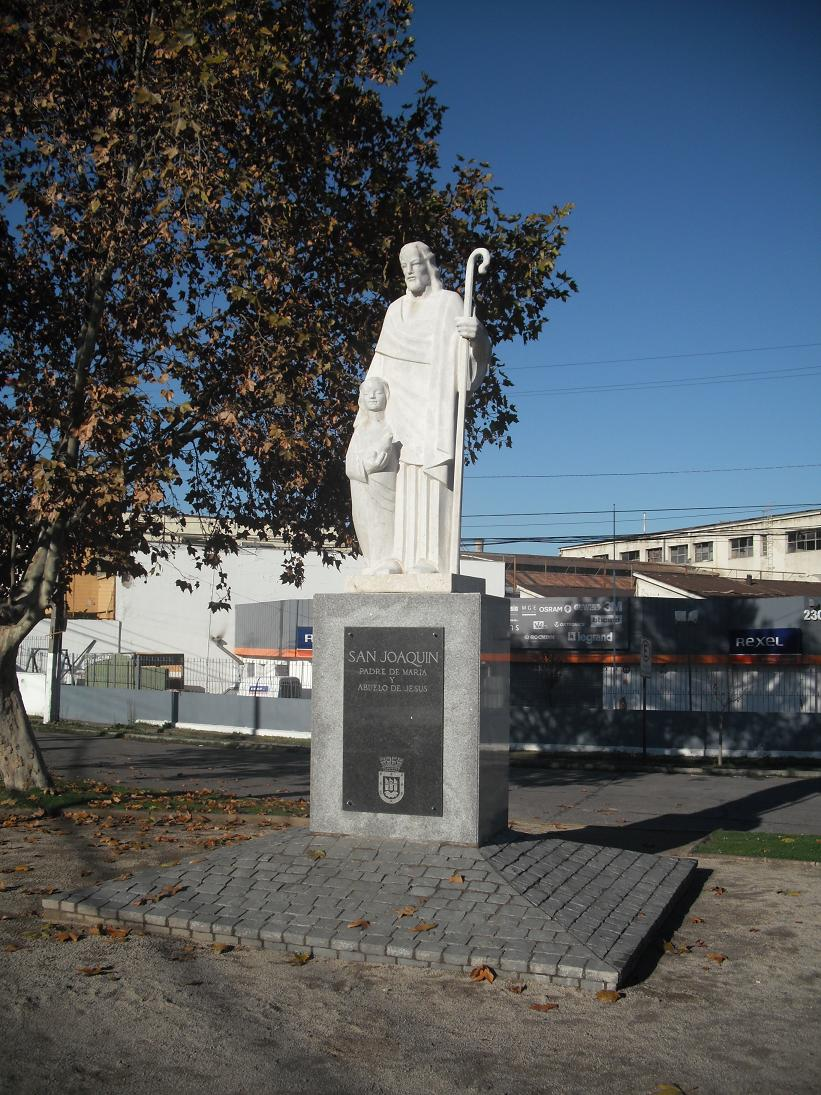

San Joaquín is een gemeente in de Chileense provincie Santiago in de regio Región Metropolitana. San Joaquín telde 94.492 inwoners in 2017.
- Library of Congress Control Number: n97021318
- Nationale Bibliotheek van Israël: 987007542495505171
- Virtual International Authority File: 135041534
- WorldCat: E39PBJqw7pxTGxC9PKDpBpV9jC